# 黑马
黑马（Dark horse）原指在赛马场上本来不被看好但却意外获胜的马，后来用来比喻那些出人意料获得佳绩的人、球队、股票或是無心栽柳柳成蔭等等。

## 起源
黑马一词源于19世纪的英国政治家本杰明·迪斯雷利的小说《年轻的公爵》（The Young Duke，1831）。该小说有一处对赛马比赛的描写，比赛中一匹不起眼的黑马在最后关头赶超了两匹夺冠呼声最高的良种马。黑马就用来比喻出人意料的获胜者。

## 应用
“黑马”一语后来被广泛用在体育赛事和政治竞选中，最早被称为政坛黑马的是詹姆斯·诺克斯·波尔克，他在1844年赢得了美国民主党的总统候选人提名，并最终当选总统。
- 1994年世界杯，保加利亚先后击败法国，阿根廷，德国，最终获得第四名，成为该届最大黑马。
- 1998年世界杯，第一次参赛的克罗地亚击败德国，荷兰，最终获得第三名，成为该届最大黑马。
- 2015年至2016年英格蘭足球超級聯賽，前一赛季勉强保级的萊斯特城力压所有英超联赛的传统豪门，从第13轮开始再未跌出过前两名，第23轮开始更是一路领跑积分榜直至夺冠，在要求战绩稳定性的联赛中也上演了黑马逆袭的“莱斯特城奇迹”。
- 2019年亚洲杯，卡塔尔先后击败沙特阿拉伯，伊拉克，韩国及决赛的日本夺冠（其中日本，南韩，沙特阿拉伯不但是前亚洲杯冠军得主，更是世界杯决赛圈常客），成为最大黑马。
- 2022年世界杯，摩洛哥击败比利时，葡萄牙，最终获得第四名，成为该届最大黑马。